# Prodajus ovatus
Prodajus ovatus là một loài chân đều trong họ Dajidae. Loài này được Pillai miêu tả khoa học năm 1964.